# Eind (Leudal)
Eind is een buurtschap van Roggel in de gemeente Leudal, in de Nederlandse provincie Limburg. Tot 2007 viel de buurtschap onder de gemeente Roggel en Neer.
Eind is gelegen in het buitengebied tussen Roggel en Heythuysen en valt qua adressering volledig onder de woonplaats Roggel. Het bestaat uit een vijftal boerderijen en woningen die van Roggel worden afgescheiden door de Bevelandsebeek, die noordelijk langs de buurtschap stroomt. Vlak ten zuidoosten van de buurtschap ligt het natuurgebied het Leudal.
Dorpen: Baexem · Buggenum · Ell · Grathem · Haelen · Haler · Heibloem · Heythuysen · Horn · Hunsel · Ittervoort · Kelpen-Oler · Neer · Neeritter · Nunhem · Roggel

Buurtschappen: Aan de Bergen · Aan het Broek · Achter het Klooster · Asbroek · Beekkant · Berik · Blenkert · Brumholt · Caluna · Castert · De Horck · Dries · Eiland · Eind · Ellerhei · Gendijk · Geneijgen · Gerhegge · Haelense Broek · Hanssum · Heiakker · Heide (Heythuysen) · Heide (Roggel) · Heioord · Heugde · Hoek · Hollander · Hoogschans · Hoogstraat · De Horck · Kappert · Karreveld · Keizerbos · Kinkhoven · Laak · Maxet · Mortel · Nijken · Op de Bos · Ophoven · Overhaelen · Roligt · Santfort (deels) · Schaapsbrug · Schans (Ell) · Schans (Roggel) · Schillersheide · Smidstraat · Strubben · Uffelse · Venne · Vestjenshoek · Vlaas · Waije

Voormalige gemeenten: Haelen · Heythuysen · Hunsel · Roggel en Neer

Limburg: Steden en dorpen      Nederland: Provincies · Gemeenten